# Rompeprop
Rompeprop – holenderski zespół grający ekstremalny rodzaj muzyki goregrind, powstały w 1999 roku w Eindhoven. Zakończył działalność w kwietniu 2016 roku.

## Historia
Zespół powstał w roku 1999 w Eindhoven, gdy spotkali się Jores (perkusja), Dente (gitara) i Steven (wokal), wszyscy chcący tworzyć muzykę w gatunku którego dotąd słuchali. Zainspirowani twórczością takich zespołów jak Utopie, Impetigo czy Haemorrhage rozpoczęli próby, jednak trzeba było dwóch lat i dołączenia do składu basisty Michiela, aby móc się zaprezentować przed publicznością.
Pierwsze publiczne występy zespół odnotował w 2001 roku podczas Fuck the commerce festiwal oraz w znanym klubie Dynamo w Eindhoven. Bezpośrednio po tym występie zespół podpisał kontrakt z Dismemberment Records. Wydanie mini CD Menstrual Stomphulk (Bizarre Leprous) w roku 2002 odniosło nadspodziewany sukces a cały nakład wyprzedał się w trzy miesiące. Rompeprop szybko uzyskał opinię zespołu mającego wyjątkowo szalone i rozrywkowe koncerty, na scenie zawsze wiele się działo.
W marcu 2003 roku ukazuje się pierwszy pełnometrażowy album Hellcock's Porn Flakes, przełomowy dla zespołu. Od tego momentu posypały się propozycje z rozmaitych wytwórni wydania następnego, a grupa Mortician zaprosiła zespół do wspólnego tournée po USA w 2004 roku. W tym samym czasie dotychczasowy wokalista Steven zmuszony był odejść z zespołu, nie mogąc pogodzić obowiązków zawodowych z występami w zespole, również kwestie zdrowotne miały pewne znaczenie. Zanim jednak do tego doszło nagrał z grupą w studio wokale na split CD Just A Matter Of Splatter z zespołem Tu Carne.
Pozostali trzej członkowie zdecydowali się kazać rolę wokalisty Dentemu i tym sposobem powrócili na scenę jako trio dając tyle koncertów ile to było możliwe w 2004 i później. Pierwszy występ jako trio, który odbył się podczas Just Killers No Fillers Fest w Niemczech okazał się dużym sukcesem otwierając zespołowi drogę do międzynarodowej kariery.
W roku 2006 ukazał się kolejny split zespołu zatytułowany Masters of gore wydany nakładem polskiej wytwórni Everydayhate wspólnie z zespołem GUT. Po kolejnej zmianie w składzie (w 2007 dołączył Bonebag Rob w miejsce Michiela na basie), zespół rozpoczął koncerty na całym świecie, odbywając tournée po Meksyku a także występując w takich miejscach jak Kolumbia czy nawet Indie.
W roku 2011 zespół nagrał ostatni jak dotąd album zatytułowany Gargle Cummics wydając go nakładem czeskiej wytwórni Bizarre Leprous.
Zespół jest stałym gościem wszelkich festiwali muzyki ekstremalnej, wliczając w to tak znane jak Obscene Extreme w Czechach, Fekal Party czy Bloodshed Festival w Holandii, jest też organizatorem odbywającego się w Eindhoven festu Grindhoven.
W kwietniu 2016 zespół ogłosił zakończenie kariery i na chwilę obecną (2017) pozostaje nieaktywny.

## Styl muzyczny
Muzyka zespołu to typowy najbardziej ekstremalna odmiana gatunku grindcore, tzw. goregrind. Ze względu na warstwę tekstową utworów zaliczany też bywa do osobnego podgatunku określanego jako pornogrind. Mimo to teksty zespołu nie grają dużej roli w ich muzyce, w Rompeprop podobnie jak w muzyce praktycznie każdej grupy grającej ten gatunek, nie sposób jest zrozumieć wokalu. Maniera wokalna określana jest na rozmaite sposoby, np. jako dźwięki przypominające coś pomiędzy dławieniem się baleronem, a dźwiękiem jaki wydaje zlew, gdy ścieka do niego końcowka wody. Równie szokująca jest grafika pojawiająca się na płytach zespołu.

## Skład zespołu

### Ostatni
- Dirty Dr Dente (Dennis Claus) – śpiew, gitara
- Bonebag Rob – gitara basowa
- Jores Du True – instrumenty perkusyjne

### Byli członkowie
- Steven Smegma – śpiew
- Michiel the Menstrual Mummy – gitara basowa

## Dyskografia

### Albumy i EP
- 2001 : Menstrual Stomphulk (mini-CD)
- 2003 : Hellcock's Porn Flakes (Album)
- 2004 : Just A Matter Of Splatter (split z Tu Carne)
- 2006 : Masters Of Gore (split z GUT)
- 2010 : Gargle Cummics (Album)